# 塊状重合
塊状重合（かいじょうじゅうごう）は、溶媒を用いずモノマーだけ、もしくは少量の重合開始剤を加えて行う重合である。生成物はポリマー（高分子）と未反応モノマーが主体で、開始剤から発生した不純物を含むが、他の重合法と比較して純粋である。原料モノマーが液体状態の場合、重合の進行とともに系の粘度が高くなり、撹拌や流動（反応器からの取り出し）、反応熱の除去が難しい。熱暴走が起きやすい。